# Poppy Ackroyd

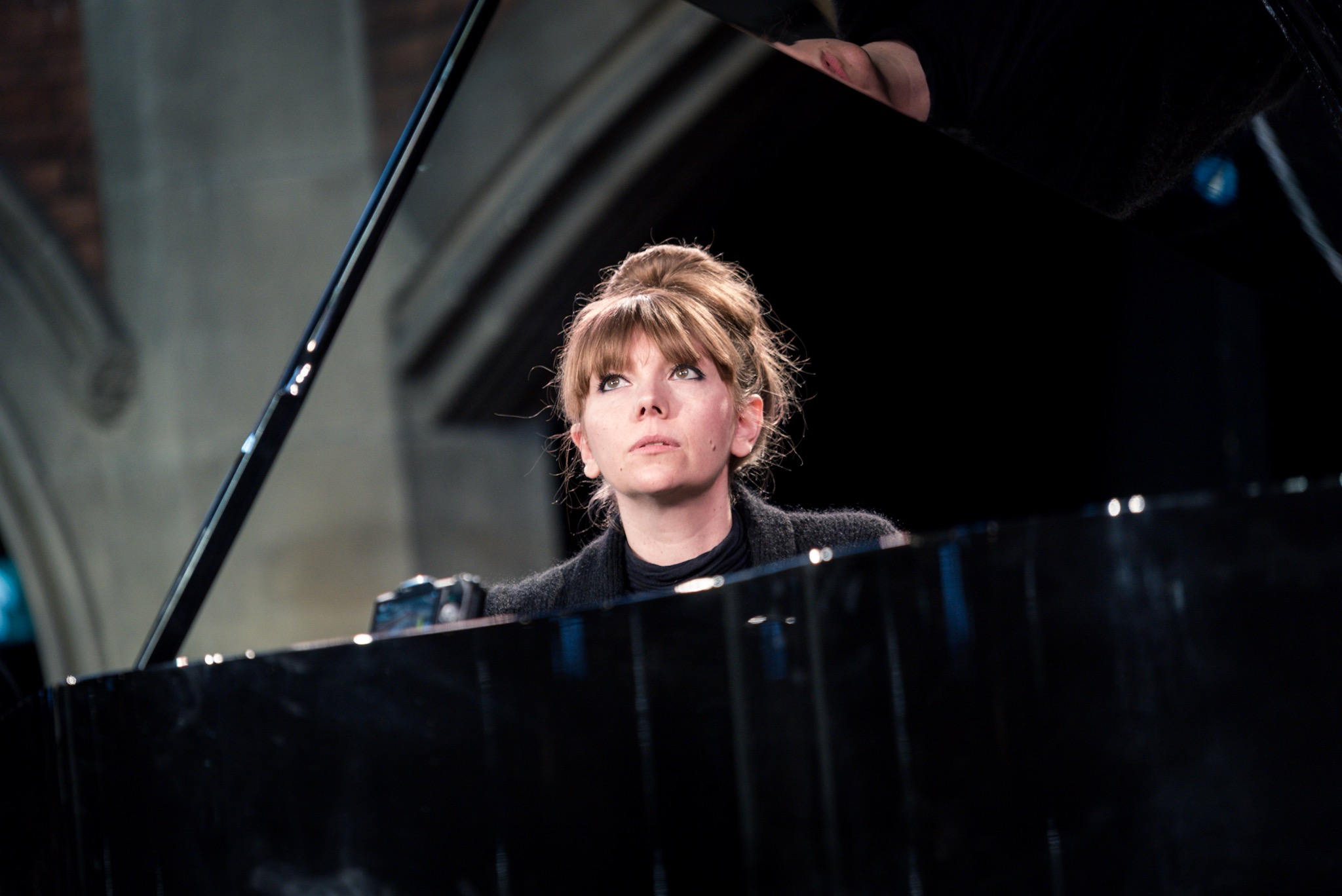
Poppy Ackroyd, 2018

Poppy Ackroyd (* in London) ist eine britische Pianistin, Violinistin und Komponistin.

## Leben und Wirken
Poppy Ackroyds Vater Norman Ackroyd war Künstler, in ihrer Kindheit hörte sie u. a. Bob Dylan, The Rolling Stones, Frédéric Chopin, Wolfgang Amadeus Mozart und Franz Schubert. Sie studierte Klavier an der University of Edinburgh. Nach dem Studium wurde sie Mitglied des Hidden Orchestra. Auf ihrem Debüt-Album Escapement spielte sie Klavier und Geige vor dem Hintergrund von Field Recordings. Ihre Musik wird meistens zwischen Minimal Music, Modern Classical und Elektronik eingeordnet. Sie bearbeitet ihre Instrumente mit ungewöhnlichen Mitteln, bspw. Plektra, Schlagzeugsticks. Auf ihrem zweiten Album Feathers spielte sie auch Clavichord, Cembalo, Spinett sowie Harmonium.
Wie Hidden Orchestra auch lässt sie sich bei ihren Live-Auftritten von Lichtinstallationen des Künstlers Tom Newell alias Lumen begleiten. 2013 erschien ihre gemeinsame DVD Escapement Visualised.
Sie schreibt auch Musik für Tanz-Performances, Theater, Film und Radio.

## Diskografie
- Escapement (Denovali Records, 2012)
- Feathers (Denovali, 2014)
- Sketches (One Little Indian Records, 2017)
- Resolve (One Little Indian Records, 2018)
- Resolve Reimagined (Old Little Indian Records, 2019)
- Pause (One Little Independent Records, 2021)